# Hespérides (A-33)
Pour les articles homonymes, voir Hespéride.

Emblème du navire

L'Hespérides (A-33) est un brise-glace et un navire océanographique (avec hélisurface) armé par Marine espagnole.

## Description
Ce navire fut construit pour pallier les déficiences du navire océanographique Las Palmas (A-52), un remorqueur hauturier modifié et renforcé pour appuyer la base antarctique Juan Carlos Primero ainsi que la base antarctique Gabriel de Castilla, en plus de sa mission océanographique de base. 
Il est fabriqué en acier de haute résistance en accord avec le registre Lloyd 100 A1 certification glace 1C et est propulsé par un système diesel-électrique avec capacité de naviguer durant des périodes prolongées avec des caractéristiques de haute puissance pour opérer en brise-glace. Il est adapté pour les glaces d'été de l'Antarctique. Il dispose d'une hélisurface et d'un hangar rétractable pour son Bell 212. Son autonomie est de 100 jours. Il est équipé de 12 laboratoires d'une superficie totale de 330 m2.

## Historique
Il est financé à l'origine par le ministère de l'Éducation et des sciences sous la direction, depuis sa création en 2003, du Comité pour la coordination et les activités de suivi des navires océanographiques. À la suite d'un remaniement ministériel en 2004, le comité est rattaché au ministère de la Science ; ce dernier est absorbé en 2011 par le ministère de l'Économie.